# Ouardana
Ouardana (Berbers: ⵡⴰⵔⴷⴰⵏⴰ Iwaṛḍanen) is een stad en gemeente gelegen in het Rifgebergte, in het noordoosten van Marokko. De stad behoort tot de provincie Driouch en de regio Oriental. In 2024 telde de stad ruim 7 duizend inwoners.